# Horní Benešov
Horní Benešov är en stad i Tjeckien. Den ligger i den östra delen av landet, 230 km öster om huvudstaden Prag. Horní Benešov ligger 571 meter över havet och antalet invånare är 2 460.
Terrängen runt Horní Benešov är platt söderut, men norrut är den kuperad. Runt Horní Benešov är det ganska glesbefolkat, med 31 invånare per kvadratkilometer. Närmaste större samhälle är Bruntál, 10,1 km väster om Horní Benešov. Omgivningarna runt Horní Benešov är en mosaik av jordbruksmark och naturlig växtlighet.